# 이장경

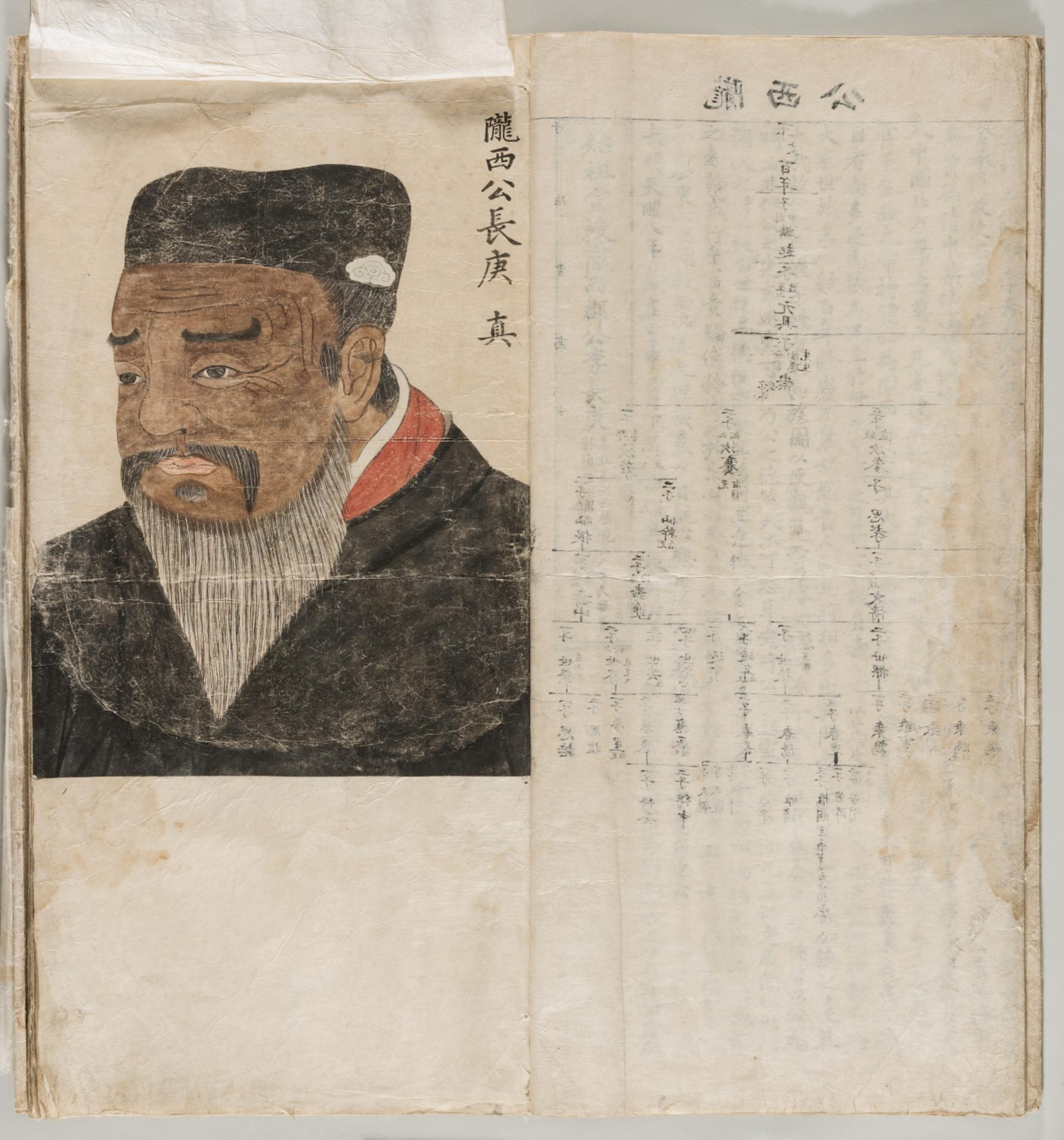
이문건가 족보에 수록된 이장경의 초상화

이장경(李長庚, ? ~ ?)은 고려시대 중기의 호족이다. 이백년, 이천년, 이만년, 이억년, 이조년 5형제의 아버지이자 이인기, 이승경의 할아버지였다. 이인임의 증조부, 이숭인의 고조부였다. 아들 5형제의 출세로 거듭 증직되고 광산부원군(廣山府院君)에 추봉되었다가 손자 이승경의 출세로 원나라로부터 농서군공(隴西郡公)에 추봉되었다. 본관은 성주이며 성주 이씨의 중시조로 본다. 경상북도 성주군 출신.

## 생애
성주의 호족으로 신라 말의 재상 이순유(李純由)의 12대손이며 이득희(李得禧)의 아들로 경상북도 경산에서 태어났다. 이장경의 아버지인 이득희는 태몽에서 문창성(文昌星)이 경산(京山)에 떨어지는 것을 본 후 이장경이 출생한 까닭에 이름을 장경(長庚)이라 하였다고 한다. 장경은 문창, 태백성의 다른 칭호였다. 그 뒤 성주군수로 부임한 합천이씨 이약(李若)은 이장경의 재능을 간파하고 후세에 반드시 창성할 것이라 예상, 자신의 딸과 혼인하게 하였다. 부인 합천이씨에게서 아들 5명이 태어났다.
생전에 상호장(上戶長)과 안일호장을 지냈고 사후 아들 이백년(李百年), 이천년(李千年), 이만년(李萬年), 이억년(李億年), 이조년(李兆年) 5형제가 모두 과거에 급제하고, 이백년은 밀직사사(密直司事), 이천년은 참지정사, 이만년은 문하시중, 이조년은 대제학을 지냈으므로 아들들의 출세로 고려조로부터는 삼중대광 문하좌시중(三重大匡 門下左侍中) 흥안부원군에 추증되었다가 다시 도첨의정승 지전리사사 상호군(都僉議政丞 知典理司事 上濩軍)에 추증된 뒤 원나라 황제로부터는 농서군공에 추봉되었다.
사후 성주군 월항면 인촌리 선석산(禪石山)에 안장되었다가 나중에 선석산에 조선 세조의 태를 묻게 되자 세종대왕이 특명을 내려 길지를 택해 하사하여 성주의 서쪽 서오치(西梧峙)의 남쪽으로 이장되었다.
흥양 성산사(星山祠), 단성 안곡사(安谷祠), 울곡 보본사(報本祠), 정평 보덕사(報德祠) 및 김천 상친사(尙親祠), 옥천 평산사(坪山祠) 등에 제향되었다.

## 기타
그는 이조년의 아버지이자 이인임의 증조할아버지이며 이숭인의 고조할아버지였다. 막내아들 이조년의 손자가 이인임, 이임, 이인복, 이인립(李仁立) 형제이다.
이백년의 아들이자 손자 이인기는 평양부 부윤이었고, 고손자(장남 이백년의 증손)는 포은 정몽주의 제자이자 고려 멸망 이후 두문불출한 절신 이숭인이었다. 이인립(李仁立)의 아들이자 이장경의 고손자인 이제(李濟)는 조선 태조 이성계의 사위가 되어 조선 왕실과도 인척관계가 되었다.
이순자와 이규광, 이규동은 아들 이백년의 후손이었다.

## 가계
- 아버지 : 이득희(李得禧)
  - 부인 : 합천 이씨(陜川 李氏), 이약(李若)의 딸
    - 장남 : 이백년(李百年)
    - 차남 : 이천년(李千年)
    - 3남 : 이만년(李萬年)
    - 4남 : 이억년(李億年)
    - 5남 : 이조년(李兆年)
    - 딸 : 이창간(李昌榦)에게 출가

## 같이 보기
- 이조년
- 이백년
- 이만년
- 이인임